# Serge Gagnon (historien)
 (décembre 2017).
Si vous disposez d'ouvrages ou d'articles de référence ou si vous connaissez des sites web de qualité traitant du thème abordé ici, merci de compléter l'article en donnant les références utiles à sa vérifiabilité et en les liant à la section « Notes et références ».
Pour les articles homonymes, voir Serge Gagnon et Gagnon.
Serge Gagnon né le 4 novembre 1939 à Sainte-Agnès (maintenant La Malbaie) au Québec est un historien et un professeur canadien. Après des études en lettres et en histoire au collège de Sainte-Anne-de-la-Pocatière et à l'Université Laval, il enseigne à l'Université d'Ottawa et l'Université du Québec à Trois-Rivières.
Spécialiste reconnu dans l'historiographie québécoise, il a collaboré au Dictionnaire des œuvres littéraires du Québec et à la Revue d'histoire de l'Amérique française. Membre du Centre interuniversitaire d'études québécoises, il est l'auteur de plusieurs ouvrages à caractère historique, notamment sur la Nouvelle-France et la province de Québec au XIXe siècle. Gagnon a écrit dans la perspective de l'histoire sociale et socio-économique.

## Ouvrages publiés
- Le Collège de Sainte-Anne au temps de l'abbé François Pilote : les conflits du personnel enseignant, 1968
- Idéologie et savoir historique : l'historiographie de la Nouvelle-France de Garneau à Groulx, 1965
- Le Québec et ses historiens de 1840 à 1920 : la Nouvelle-France de Garneau à Groulx, 1978
- Mourir, hier et aujourd'hui : de la mort chrétienne dans la campagne québécoise au XIXe siècle à la mort technicisée dans la cité sans Dieu, 1987
- Plaisir d'amour et crainte de Dieu : sexualité et confession au Bas-Canada, 1990
- Religion, moralité, modernité, 1999
- De l’oralité à l’écriture : le manuel de français à l’école primaire : 1830-1900, 1999
- Le passé composé : de Ouellet à Rudin, 1999
- Quand le Québec manquait de prêtres. La charge pastorale au Bas-Canada, 2006
- L'argent du curé de campagne, 2010
- Familles et presbytères au Québec, 1790-1830, 2013